# 索菲婭·奧庫內夫斯卡-莫拉切夫斯卡
索菲婭·阿塔納西芙娜·奧庫內夫斯卡-莫拉切夫斯卡（烏克蘭語：Софія Анатасівна Окуневська-Морачевська；1865年5月12日—1926年2月24日），烏克蘭裔医生、教育家、女性主义者、学者、加利西亚第一位获得中学文凭并接受大学教育的女性以及奥匈帝国第一位女性醫學士、第一位女性医生。她在奥匈帝国率先肿瘤放射治療，為护理、接生員主辦培訓課程，编写了乌克兰語医学术语词典，在利维夫、瑞士、捷克、一戰奥地利戰地醫院執業。
奥库涅夫斯卡為加利西亚、奥匈帝国女权运动重要人物。涉足不同领域研究，她編寫了年鉴、敘述故事及社會科學研究等作品。
暮歲在利维夫挂牌行醫，她因闌尾炎辭世，葬于利查基夫公墓。

## 早期经历
奥库涅夫斯卡1865年5月12日生于特諾皮爾附近的多夫然卡村，是阿塔纳斯·丹尼洛维奇·奥库涅夫斯基（烏克蘭語：Окуневський Атанас Данилович）與卡罗琳娜·卢恰科夫斯卡（烏克蘭語：Лучаківська Кароліна）的女兒。母亲1870年去世，後來是泰奧菲莉亞·奥库涅夫斯卡-奥扎尔科维奇（烏克蘭語：Теофілія Окуневська-Озаркевич）姑母把她養大，他從小和堂姐娜塔莉亚·科布林斯卡（烏克蘭語：Кобринська Наталія）親近。
她于1885年在利沃夫学术中学以优异的成绩通过考试，轰动了整个加利西亚。
因爲奥匈帝国當時不接受女性入學，奥库涅夫斯卡1887年就读于苏黎世大学醫學院。1896年1月完成学业， 發表了研究贫血的博士论文并获得医学博士学位。她成为加利西亚第一位获得大学医学教育的乌克兰女性，也就是奥匈帝国第一位女性医生。
在苏黎世念書時，奥库涅夫斯卡結識华沙波蘭人瓦茨拉夫·莫拉切夫斯基的学生，并于1890年結婚。1896年2月她生下了尤里（烏克蘭語：Юрій）。

## 社會活动
奥库涅夫斯卡和科布林斯卡努力支持加利西亚和布科维纳的妇女运动，提倡长途漫步、骑马、滑雪、登山等以往僅限男性的体育活动。

## 工作
夫婦1896年1月返回加利西亞，但因奧匈政府當時不承认外国文凭它們無法工作。1898年，奥库涅夫斯卡生下了女儿伊娃（烏克蘭語：Єва）。
1900年3月，克拉科夫亞捷隆大學承认了文凭，莫拉切夫斯基前往波希米亞卡罗维发利工作，妻孥留在利維夫。 奥库内夫斯卡于1903年开始在其表哥叶夫亨·奥扎尔科维奇（烏克蘭語：Озаркевич Євген）医生创办的“人民诊所”工作。她选择了妇科执业，并成为该地区第一位女性妇科医生。
1926年2月24日在利維夫醫院裡，奥库内夫斯卡因突發的严重化脓性阑尾炎逝世。她被埋葬在利沃夫的利查基夫公墓。隨後，儿子尤里、女儿伊娃、丈夫瓦茨拉夫和孙女索菲亚皆葬於此地。